# Władysław Święs
Władysław Święs (ur. 16 czerwca 1938 w Siołkowej) – polski bankowiec, poseł na Sejm RP II kadencji.

## Życiorys
Absolwent Wyższej Szkoły Rolniczej w Krakowie z 1964. W 1976 uzyskał magisterium z ekonomiki i organizacji przedsiębiorstw rolnych na Akademii Rolniczej w Szczecinie.
Zajmował szereg kierowniczych stanowisk w bankach spółdzielczych. Pełnił funkcję prezesa Gospodarczego Banku Wielkopolski w Poznaniu, a następnie doradcą prezesa zarządu i pełnomocnikiem zarządu tego banku. Zajmował też stanowisko członka zarządu Krajowego Związku Banków Spółdzielczych w Warszawie.
W 1993 uzyskał mandat posła na Sejm II kadencji. Został wybrany w okręgu koszalińskim z listy Polskiego Stronnictwa Ludowego. Zasiadał w Komisji Polityki Przestrzennej, Budowlanej i Mieszkaniowej oraz w Komisji Stosunków Gospodarczych z Zagranicą. Był także członkiem dziesięciu podkomisji. W 1997 nie został ponownie wybrany.
Odznaczony Krzyżem Oficerskim Orderu Odrodzenia Polski (1999).